# ستيف برودي
ستيف برودي (بالإنجليزية: Steve Brodie)‏ (14 يناير 1973 في المملكة المتحدة - ) هو لاعب كرة قدم بريطاني في مركز الهجوم. لعب مع سوانزي سيتي وفوريست غرين ونادي دونكاستر روفرز ونادي سندرلاند ونادي تشستر سيتي ونادي سكاربورو ونادي ويتون ألبيون ونادي ستاليبريدج سيلتيك ونونيتون بورو ‏ وليه جنيسيس ‏ وDroylsden F.C. ‏.

## وصلات خارجية
- ستيف برودي على موقع قاعدة بيانات كرة القدم.إي يو (الإنجليزية)
- ستيف برودي على موقع Soccerbase.com (لاعب) (الإنجليزية)